# Boldājī
Boldājī (persiska: بلداجی) är en ort i Iran.   Den ligger i provinsen Chahar Mahal och Bakhtiari, i den centrala delen av landet, 400 km söder om huvudstaden Teheran. Boldājī ligger 2 250 meter över havet och antalet invånare är 10 905.
Terrängen runt Boldājī är kuperad åt nordväst, men åt sydost är den platt. Runt Boldājī är det ganska tätbefolkat, med 62 invånare per kvadratkilometer. Närmaste större samhälle är Farādonbeh, 17,0 km nordost om Boldājī. Trakten runt Boldājī består till största delen av jordbruksmark.